# Assalto alla Camera del Lavoro e alla Lega dei maestri d'ascia e calafati di Viareggio
L'Assalto alla Camera del Lavoro e alla Lega dei maestri d'ascia e calafati di Viareggio fu un attentato eseguito da squadristi il 2 maggio 1921 contro le sedi della Camera del Lavoro e della Lega dei maestri d'ascia e calafati di Viareggio, nel contesto degli anni delle violenze fasciste (Biennio nero), immediatamente successivi al Biennio rosso.

## Antefatti
La città di Viareggio era stata nel corso del Biennio rosso teatro di importanti manifestazioni, tra le quali l'occupazione dei cantieri Ansaldo del 1919 e le Giornate rosse del 1920.

## Avvenimenti
Il 2 maggio 1921 si svolse a Pietrasanta (LU), a pochi chilometri da Viareggio, un'adunata fascista con delegazioni provenienti da Pisa, Lucca, Livorno, Firenze e dalla Versilia.
Al rientro dalla manifestazione, nei pressi della stazione ferroviaria di Viareggio, ignoti esplosero alcuni colpi di pistola contro il treno, uccidendo lo studente Pacino Pacini.
La notizia dell'omicidio si diffuse rapidamente e diverse squadre fasciste si ritrovarono a Torre del Lago, per organizzare una spedizione punitiva nella vicina Viareggio.
I fascisti si fermarono inizialmente presso lo Stabilimento Marmi, il cui guardiano Tono di Paino era un noto ex garibaldino e antifascista.
Non riuscendo ad intimidire il guardiano e a farsi aprire, un gruppo si diresse alla Camera del Lavoro, la quale venne totalmente vandalizzata, compreso un dipinto di Lorenzo Viani.
Una seconda squadra vandalizzò invece la sede della Lega dei maestri d'ascia e calafati, prendendo il vessillo dell'associazione come bottino.

## Effetti
Il giorno seguente l'antifascista Gino Guidi compose una canzone intitolata I fascisti viareggini, che parlava di quanto avvenuto con tono di derisione verso i fascisti, la cui trascrizione fu affissa alla porta della Camera del lavoro, divenendo immediatamente celebre in città.   
Il 4 maggio i lavoratori dei Cantieri Darsene entrarono in sciopero e si diressero in Municipio dichiarando che lo sciopero sarebbe proseguito fino alla restituzione della bandiera trafugata dai fascisti. 
Lo sciopero proseguì fino al 16 maggio, giorno in cui in manifestanti ricevettero una lettera del Questore di Lucca nella quale si affermava di aver saputo da Carlo Scorza, segretario del locale partito fascista, che la bandiera non poteva essere restituita in quanto era stata fatta a pezzi.  
Lo stesso giorno avvenne anche l'omicidio di Nieri e Paolini nell'ambito di scontri di piazza tra simpatizzanti di sinistra e fascisti. 
Le indagini identificarono alcuni squadristi che avevano preso parte agli assalti, di cui tre, Carlo Rocchi, Salvatore Mauro e Aldo Viti, finirono a processo. In data 13 ottobre 1922 Mauro e Viti furono condannati e Rocchi assolto per insufficienza di prove dal Tribunale di Lucca. La sentenza fu appellata da entrambi e in seguito beneficiarono dell’amnistia, come previsto dal Regio Decreto 1641.

## Attualità
Fu solo nel alcuni decenni dopo quegli eventi che si scoprì che la bandiera in realtà non era stata distrutta, ma inviata a Roma dove rimase nel magazzino dell’Archivio Centrale di Stato.
Nel 1980 fu esposta al Museo del Risorgimento di Torino insieme ad altre bandiere similmente rubate dai fascisti nel 1921-22. 
Dopo alcuni anni il comune di Viareggio chiese e ottenne la restituzione della bandiera, che oggi è esposta al Museo della Marineria. 